# 勇士县
勇士县，中国古县名。
西汉元狩二年（前121年）置，治所在今甘肃省榆中县北。属陇西郡。后改属天水郡。东汉永平十七年（74年），改属汉阳郡。汉灵帝中平年间（184年－189年），地为羌胡所占，遂废。十六国时期，乞伏国仁在此地筑勇士城。